# Pipagroda
Pipagrodan (Pipa pipa) är en helt akvatisk groda från norra Sydamerika. Arten är gammal och härstammar från krittiden (för 145 – 65,5 miljoner år sedan).

## Utseende
Grodan är mycket platt och har ett triangulärt huvud med små, svarta ögon utan ögonlock, små, smala framben och -fötter utan simhud, och kraftiga, simhudsförsedda bakben. Honan kan bli mellan 10,5 och 17 cm lång, medan hanens längd är mellan 10,5 och 15,5 cm. Huden är vårtig och ljusbrun till olivgrön, med mörkare fläckar på ryggen. De smala fingrarna har stjärnformade känselorgan i spetsen. I samband med parningstiden får honan en ringformad ansvällning av kloaken. 

## Utbredning
Pipagrodan finns i stora delar av Amazonflodens avrinningsområde, som Venezuela, Guyana, Surinam, Franska Guyana, Ecuador, Peru, Bolivia och Brasilien. Den finns också på spridda lokaler på Trinidad.

## Vanor
Grodan vistas så gott som helt i vatten, och rör sig klumpigt de få gånger den kommer upp på land. Den lever i tropiska regnskogar från havsytans nivå till 400 meters höjd, där den föredrar långsamma vatten som bäckar, selvatten, dammar och mindre vattensamlingar under skyddande växtlighet. Födan består av ett flertal organismer, främst ryggradslösa djur, som insekter, kräftdjur och fiskar. Ungdjuren äter smådjur som daphnier och tubifexmaskar. Arten saknar tunga, och fångar bytena med hjälp av sina långa, känsliga fingrar.

## Fortplantning

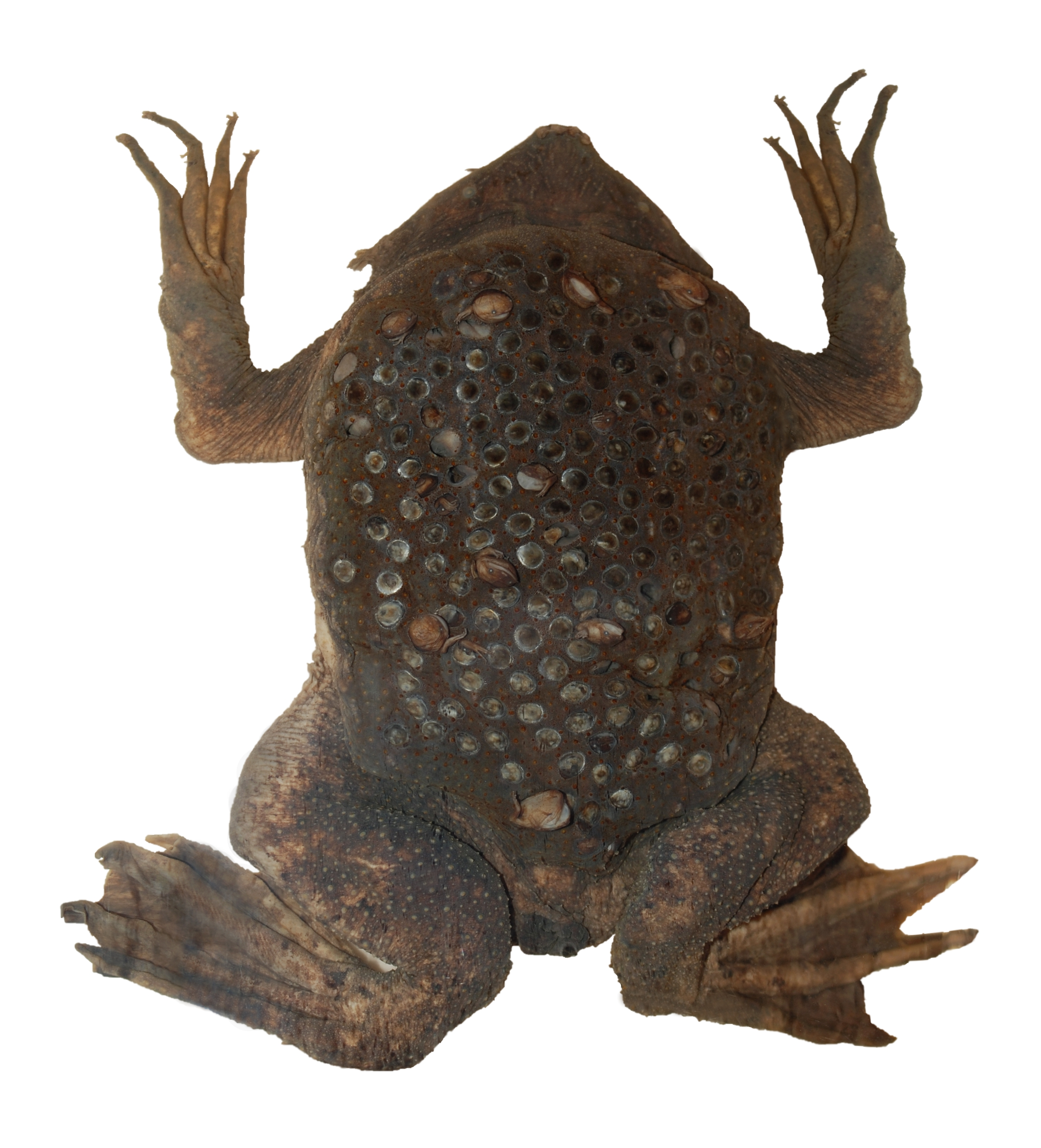
Hona med ägg och framtittande ungar på ryggen

Pipagrodan har en starkt specialiserad form av yngelvård. Själva leken sker i vatten, där hanens omfamning av honan (amplexus) sker just framför hennes bakben medan paret simmar på rygg. Honan lägger mellan 3 och 10 ägg som hamnar på hanens mage. Paret vänder sig därefter på mage, hanen befruktar äggen och överför dem till honans rygg där de fastnar. Proceduren upprepas sedan tills honan har lagt omkring 100 ägg. Äggen sjunker sedan ner i honans rygghud tills de efter 1 till 2 dagar är helt täckta av hud. Honan bär sedan äggen, vart och ett i sin egen kammare, i omkring 100 dagar. De små, men fullbildade grodorna tar sig därefter fram ur sina kammare, ofta i samband med en hudömsning hos honan. Något egentligt grodyngelstadium finns alltså inte. Det förekommer att de nästan fullbildade grodorna tittar fram med delar av sina kroppar innan de slutgiltigt lämnar modern.

## Status
Pipagrodan är klassificerad som livskraftig ("LC") av IUCN, och populationen minskar inte. Lokalt kan den vara hotad av avverkning av de skogar i vars vattensamlingar den lever, jordbruk och urbanisering, men några generella hot finns inte.

## Pipagrodan som sällskapsdjur
Pipagrodan trivs ganska bra i akvarium, men på grund av dess storlek bör detta vara ganska stort.

### Föda i fångenskap
Levande mask (daggmask och dylikt), småfiskar andra smådjur men den äter även fryst oxhjärta som man kan köpa i de flesta akvarieaffärer.